# Polyrhachis decemdentata
Polyrhachis decemdentata é uma espécie de formiga do gênero Polyrhachis, pertencente à subfamília Formicinae.